# Фотолюмінесценція

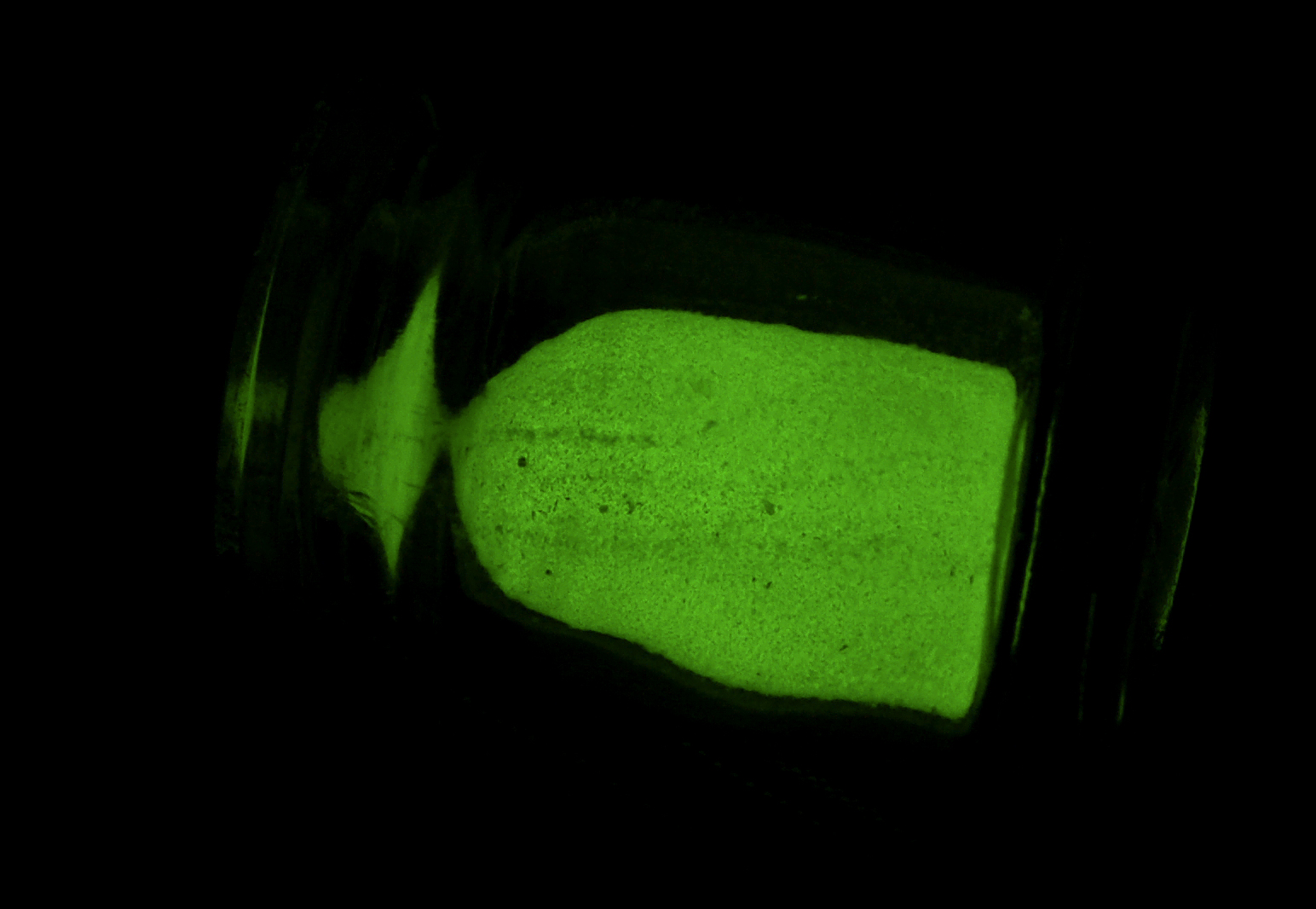
Приклад фотолюмінесценції.

Фотолюмінесце́нція — різновид люмінесценції, світіння, яке виникає під дією світлових променів оптичного діапазону частот — ультрафіолетових і видимих.
Приклад — свічення деяких мінералів під дією видимих та ультрафіолетових променів. Характеризується спектрами поглинання і люмінесценції, поляризацією люмінесценції, енергетичним виходом (відношення енергії, яка випромінюється тілом у вигляді люмінесценції до поглинутої енергії), квантовим виходом (відношення числа випромінених квантів до числа поглинутих), кінетикою.

## Антистоксова люмінесценція
Фотолюмінесценція, при якій довжина хвилі випромінюваного світла менша за довжину хвилі збуджуючого (не виконується правило Стокса). Енергія квантів випромінюваного світла збільшується за рахунок енергії теплового руху і тому речовина охолоджується (ефект оптичного охолодження). При зміні довжини хвилі збуджуючого світла спектр люмінесценції не залежить від довжини хвилі збуджуючого світла (при збудженні в довгохвильовій частині спектра частина енергії люмінесценції переноситься в антистоксову область з коротшими хвилями).

## Квантовий вихід фотолюмінесценції
Відношення числа випромінених квантів до абсорбованих речовиною, або відношення енергії, випромінюваної у вигляді світла, до всієї абсорбованої світлової енергії.

## Використання
Фотозбудження з успіхом застосовується для отримання люмінесценції рідких кристалів і скла, а також твердих порошків — кристалофосфорів. Фотозбудження зручне для об'єктів з малими і середніми концентраціями люмінесцентної активної речовини. За значних концентрацій активаторів або в розчинах з поглинаючим розчинником воно збуджує тільки поверхневі шари речовини. Густина ультрафіолетових і видимих потоків випромінювання в сучасних джерелах збудження люмінесценції відносно невелика. Тому для фотолюмінесценції характерні середні і малі яскравості. Світло рідко використовується для збудження газів, оскільки густина центрів поглинання у цьому випадку дуже незначна і при відносно малих потужностях фотозбудження інтенсивність люмінесценції слабка.
Відомо, що фотолюмінесценція є неруйнівним оптичним методом дослідження електронної структури напівпровідників. Електрон-діркова пара, яка утворюється в результаті фотозбудження може рекомбінувати безвипромінювально, або ж з випроміненням світла. Аналізуючи спектр випромінювання можна судити про наявність дефектів та їх природу.

## Див. дакож
- Фотолюмінесцентна спектроскопія